# هسته دم‌دار
هسته دم‌دار (به انگلیسی: Caudate nucleus) یکی از عقده‌های قاعده‌ای مغز است . هسته‌های قاعده‌ای از پنج هسته زیرقشری مغز تشکیل شده‌اند: هسته پوتامن، هسته دم دار، توده سیاه، ساب تالاموس و گوی رنگ پریده. این هسته با پوتامن، گلوبوس پالیدوس، ساب تالاموس، توده سیاه و تالاموس در ارتباط بوده و در انجام حرکات مؤثر می‌باشد.